# Wolfgang Pavlik
Wolfgang Pavlik (* 1956 in Wien) ist ein österreichischer Maler.

## Leben
Wolfgang Pavlik absolvierte sein Studium von 1978 bis 1985 an der Akademie der bildenden Künste Wien bei Anton Lehmden und Josef Mikl und lebt und arbeitet in Wien, zeitweise in Palermo.

## Werk
Ab 1985 entstanden großformatige Bilder, die im Bildzentrum farbige geometrische Aussparungen wie Rechtecke oder Kreise aufweisen. Die mit Lack gemalten, monochromen Balken und Scheiben betonen - indem sie den wesentlichen Bereich einer figurativen Darstellung ausblenden (z. B. bei einem Porträt die Augenpartie) - den sie umgebenden Randbereich. Dieser wird so einerseits als unvollständiges (und dadurch nicht ganz identifizierbares) Bild und andererseits als Rahmen für das abstrakte, geometrische Farbfeld wahrnehmbar, das seinerseits, je nach Blickweise, als störendes Element oder Bildmittelpunkt deutbar wird.
Es folgten Ausstellungen im Haus Wittgenstein Wien (1990, zus. mit Josef Trattner / Essay W. Pauser), im Pathologisch-anatomischen Bundesmuseum „Narrenturm“ (1991, zus. mit Hari Schütz / Essay von Alexander Schadt) sowie die Ausstellung „Der Saal der Unruhigen“ in der Wiener Galerie Cult (1993).
1993 zeigte Pavlik die Rauminstallation „18 Portraits“, in der Gruppenausstellung „Das Fremde - der Gast“ im OK Centrum für Gegenwartskunst in Linz, sowie 1998 die Ausstellung „The Image of the Other“ im Robert Schumann Zentrum, Villa Schifanoia, der European University in Florenz, welche im Rahmen des Projektes „The Cultural Construction of Community“ entstand.
2008 waren einige seiner Arbeiten in der Ausstellung „Cross-Painting. 3 Positionen transgressiver Malerei“ im Art Room der Collection Würth in Böheimkirchen zu sehen.
Zwischen 1997 und 2001 entstanden parallel zur Malerei die Videoarbeiten Conferenza, Zwei Porträts und Good Night Vienna (letztere in Co-Produktion mit Antonella Anselmo).
In der Galeriepräsentation Icons wurden 2003 die kleinformatigen Porträts/Köpfe in den Mittelpunkt gestellt.

## Auszeichnungen
- 2001: Preis für Fotografie, Neue Galerie der Stadt Linz[1]

## Ausstellungen (Auswahl)

### Einzelausstellungen
- 1999 seven portraits, Art Forum Berlin[10]
- 2003 Icons, Galerie Sauruck Wien (Katalog)
- 2008 Cross-Painting, 3 Positionen transgressiver Malerei, Art Room Würth Austria
- 2014 Wolfgang Pavlik - Hari Schütz, artunited, Wien
- 2021 Wander Words, Vienna Art Week, artunited, Wien
- 2022 You don't know me, Galerie Holon Art, Wels

### Gruppenausstellungen
- 2008 Lichtspuren-Fotografie, Kunstmuseum Lentos, Linz
- 2023 Fremde. Über den künstlerischen Zugang zum Anderen, Kunstmuseum Lentos, Linz[11]
- 2024 KAFKAesque. Franz Kafka & Contemporary Art, DOX Centre for Contemporary Art, Prag[12]
- 2004 different image, Mannheimer Kunstverein R2[13]
- 2021 Vienna ART WEEK artunited showroom "WANDER WORDS" (mit Antonella Anselmo)[14]

## Publikationen
- mit Alexander Schadt: Icons. Verlag Mediendesign Wien 2002, ISBN 978-3-9500911-1-3.